# Generalissimus

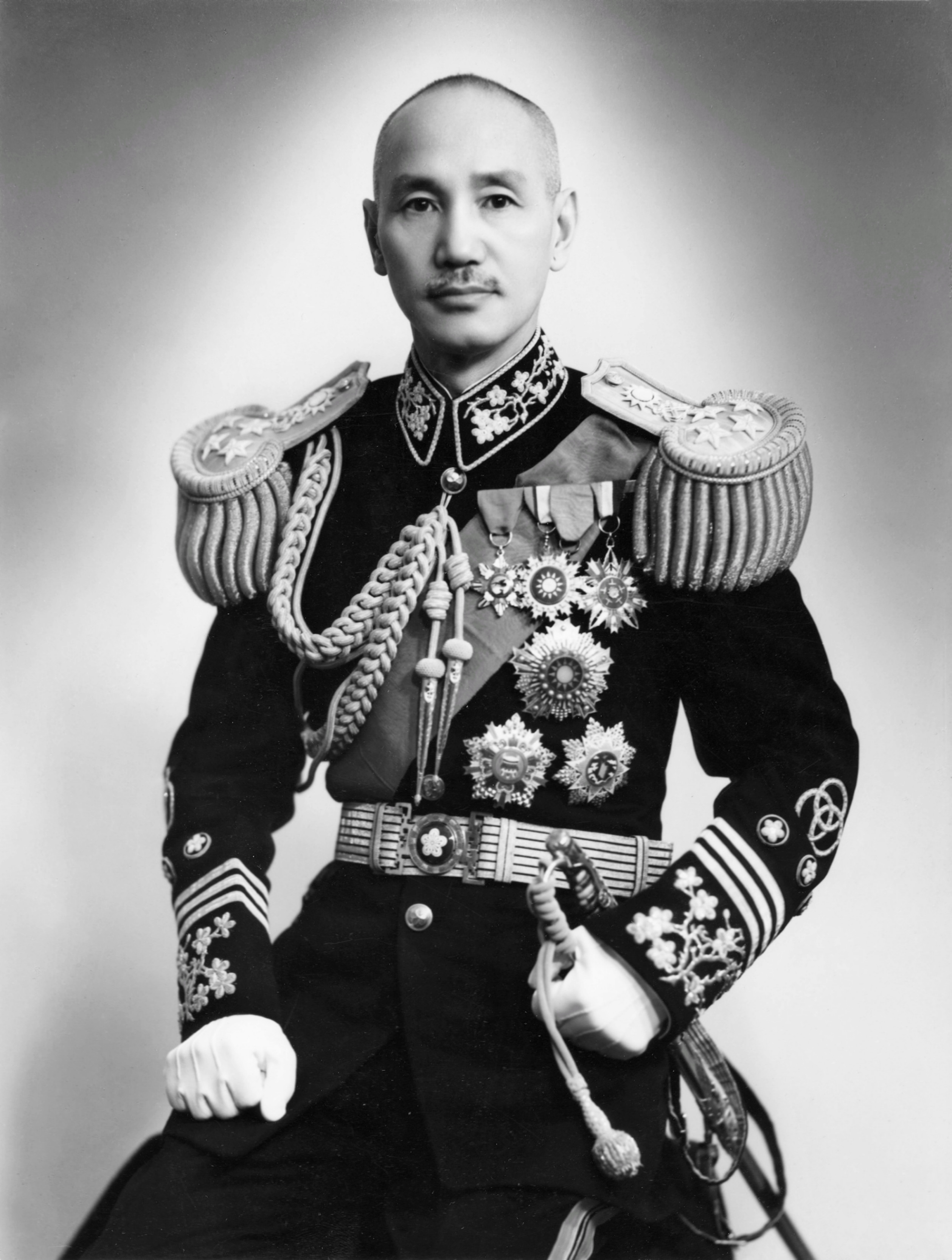
Chiang Kai-shek.

Generalissimus (nylatin av italienskans generalissimo) är en äldre, vanligen under 1700-talet, titeln på högste befälhavare för landets stridskrafter.
Titeln används även för ett lands högste befälhavare som också har den politiska makten och i vissa länder, ofta i kombination med militärdiktatur. Titeln har använts bland annat av Francisco Franco och Kim Il-sung samt Josef Stalin (som sedan avböjde titelns användning).

## Kina
År 1913 antog kinesiske presidenten Yuan Shikai titeln Da yuanshuai (kinesiska: 大元帥), vilket motsvarar titeln generalissimus. Denna titel togs även upp av Sun Yat-sen 1917, och Zhang Zuolin 1927. Chiang Kai-shek antog titeln generalissimus 1926 i samband med att han utsågs till befälhavare över den Nationella revolutionära armén och blev därefter känd som generalissimus eller The Gimo i västvärlden.

## Sverige
I Sverige så har generalissimustiteln endast förlänats vid fyra olika tillfällen. Arvfurste Karl Gustav (sedermera kung Karl X Gustav) utnämndes till generalissimus i Tyskland av drottning Kristina. Prins Adolf Johan av Pfalz-Zweibrücken utnämndes av sin bror Karl X Gustav till generalissimus över svenska arméerna i Polen och Preussen. Arvprins Fredrik av Hessen (sedermera kung Fredrik I) utnämndes 16 september 1715 till generalissimus över krigsmakten "till häst och fot" av Karl XII. Generalissimustiteln togs åter bruk när Jean Baptiste Bernadotte, sedermera kung Karl XIV Johan, utnämndes till generalissimus över krigsmakten den 25 september 1810.